# サンルームにて
『サンルームにて』は、竹宮惠子による日本の漫画である。『別冊少女コミック』1970年12月号において『雪と星と天使と…』という題名で読み切りとして発表された。本作は少女漫画において初めて少年愛を描いた作品であるとされている。また、竹宮が後に発表する『風と木の詩』の原型となった作品である。

## あらすじ
ロマの少年であるセルジュ・バトールは、空き家の館のサンルームに忍び込んで自分の城のように使っていた。ある日、サンルームを訪れたセルジュは新たに屋敷の住人となったエトアール・ライエルとその妹であるエンジェル・ライエルに出会う。3人はすぐに友人になり、サンルームで楽しい時を過ごす。しかし、やがてエトアールとエンジェルはセルジュを巡って争いを始める。しだいにセルジュとエトアールは惹かれ合う。そのような中、エトアールは肺炎に罹る。ロマであるセルジュと遊んだために肺炎になったと考えたエトアールの母は、セルジュとエトアールが会うことを禁じた。セルジュが再びサンルームを訪れると、エトアールが彼を待っていた。エトアールはクリスマスプレゼントとしてセルジュにナイフを贈り、2人はキスをする。キスの最中、エトアールはセルジュが握ったままだったナイフを自らの腹に刺して自殺する。

## 登場人物
セルジュ・バトール
本作の主人公であるロマの少年。ロマであることを理由に差別を受けており、友達もいない。空き家のサンルームに忍び込んでいたところ、エトアールとエンジェルに出会う。
エトアール・ライエル
セルジュが忍び込んでいた空き家を購入した裕福な家庭の息子。セルジュと遊ぶうちに彼に恋心を抱く。
エンジェル・ライエル
エトアールの妹。セルジュを巡ってエトアールと争うようになる。

## 制作と背景

### 背景
竹宮惠子は1967年に『COM』の「月例新人入選作」に送った『ここのつの友情』が佳作に選ばれ、1967年または1968年にプロの漫画家としてデビューした。少年漫画を読んで育ってきた竹宮は、女の子ではなく少年を主人公とした作品や、少年の「友情」を描きたいと考えていた。また、友人である増山法恵から、少年の世界を描いた文学や絵画、音楽、映画について伝授されたことや、かねてより稲垣足穂の『少年愛の美学』（1968年）に感銘を受けていたことがあり、「少年愛」を創作の核に据えた。しかし、当時、竹宮が作品を発表していた小学館が発行する『少女コミック』の編集部は、少年を主人公とすることを認めていなかった。
竹宮は1970年9月より『週刊少女コミック』において『魔女はホットなお年頃』という、テレビドラマとのタイアップ漫画を連載していた。そのような中、「別冊少女コミック」1970年12月号に読み切りが掲載されることとなった。しかし、竹宮はもともと『魔女はホットなお年頃』の連載に乗り気ではなく、やりがいも感じていなかった。竹宮は次第に連載に対してフラストレーションを抱くようになり、それによって既に読み切りの予告は出ていたにも関わらず、1ページも描ける気が起きなかったという。そうした中、増山から「この際、思い切って少年愛に正面から取り組んでみないか。少女漫画界で少年愛ものを描く最初の人になれ」と言われたことがきっかけで本作を描くことを決意した。

### 制作
竹宮は、1976年に発表する『風と木の詩』の構想を大泉サロンで共同生活を始める直前に作り上げており、本作はそれをコンパクトにした話として制作された。2人の美少年を主人公としつつも、少女漫画としての体裁を保つため、女の子キャラクターであるエンジェルを登場させて三角関係とした。エンジェルについて竹宮は、付け合わせであるとしつつも、主人公の周りに色々な人物がいる『風と木の詩』と異なる本作で登場人物が少年ふたりのみだと物語の語りようがなかったが、彼女がいるおかげで語りやすくなったとしている。
キャラクターの性格付けは『風と木の詩』の原型になっていると考えられている。本作の主人公であるセルジュは『風と木の詩』の主人公であるセルジュと同名である。また、本作には『風と木の詩』の登場人物であるカールのような少年も登場している。
本作の物語は、この世を去った者を哀悼するモノローグで始まり、同じ語り手のモノローグで幕を閉じる。この物語構造は『風と木の詩』と共通している。また、この手法は『ほほえむ少年』、『20の昼と夜』といった少年愛を描く竹宮の作品で用いられている。本作より前には竹宮はこの手法をほとんど用いていなかった。このことから、石田 (2020)は、竹宮の登場人物の内面描写が「少年愛」という主題とともに進化したとしている。
作中においては少年のヌードやキスシーンが描かれており、当時としては過激な部類であった。

### 発表
竹宮は、タイトルは予告と同じまま、全く違う内容となった本作の原稿を締め切り間近に提出した。「少女コミック」編集部の担当者であった山本順也は竹宮を小学館に呼び出し、打ち合わせ時の内容と違うとして怒ったが、描きなおす時間はなかったためそのまま掲載された。竹宮は、編集者に相談せず内容をすり替えて出したのはこの時が最初で最後であるとしている。
本作は「別冊少女コミック」1970年12月号に『雪と星と天使と…』として掲載された。1ページ目には「男の子が男の子を愛するなんて… 異色の愛をえがく竹宮恵子先生の力作！！」という編集部による文言が掲載された。これについて石田 (2020)は、作家との駆け引きに負けた編集部の白旗であると評している。
本作は1976年5月に朝日ソノラマが発行する「竹宮恵子傑作シリーズ」の第1巻である『サンルームにて』のタイトル作品として収録された。本作がタイトル作品として収録された理由について、猫目 (2014)は、本書の刊行が『風と木の詩』の連載開始と重なっているためであると推測している。また、本作は1978年7月に筑摩書房から発行された『竹宮恵子集』に収録された。このほか、eBookJapan Plusから2010年9月に提供が開始された電子書籍である『竹宮惠子作品集 サンルームにて』に収録された。

## 評価

### 反響
竹宮は読者からの反発を予想していたが、読者アンケートには好意的な手紙が多数寄せられたという。読者からの支持を得た理由について、石田 (2020)は、少年愛という主題が新しかったのみではなく、登場人物の内面描写など物語の完成度が高かったためであるとしている。読者の反応が好意的であったため、『別冊少女コミック』1972年8月号増刊には『ほほえむ少年』、1973年8月号には『20の昼と夜』、また、『週刊少女コミック』1974年夏の増刊号には『スター！』と、少年愛を描いた竹宮の作品が掲載された。
竹宮の自伝である『少年の名はジルベール』によると、本作の発表後、漫画家であるもりたじゅんと山岸凉子の2人が本作を読んで編集部を通じて竹宮に連絡を取ってきたという。山岸は竹宮に対し、自分も少年愛漫画を描きたいと思っていたが、集英社の雑誌では王道の少女漫画しか描かせてもらえそうになく、先を越されると不安になっていたところに竹宮が本作を描いたので、どんな人か気になって会いたいと思ったと語ったという。これに対して竹宮は、「自分もずっと同性愛的なものをやりたいを思い続けていたんだけど、一番は竹宮さんね」というニュアンスを伝えてくれたように思えたとしている。

### 批評
石田 (2008)は、作中において登場人物がサンルームで行っている遊びが、家具を舟や陸に見立てるごっこ遊びである点や、ごっこ遊びをしている様子を外から描写するのではなく、登場人物の内的ビジョンである妖精や帆船、城、半人半獣を描いて内面の描写を行っている点、また、登場人物の内面をむき出しにしているモノローグを挙げ、本作は全編を通して登場人物の内面描写に力がそそがれているとしている。

### 影響
本作は、少女漫画において初めて少年愛を描いた作品であるとされている。ただし、当時から「少年愛」と呼称されていたわけではなく、あくまで少女漫画雑誌にしては珍しい、美少年を主人公にした漫画と位置付けられていた。少年愛は女性向けの男性同士の性愛の物語のジャンルとして形成されていき、やおいやボーイズラブの前史と位置付けられている。竹宮は、本作によって少年同士が愛を語る可能性を示すことが出来たのではないかと思うと述べている。また、石田 (2008)は、女性がつくる男性同士の性愛物語の出発点となった記念碑のような作品であると評価している。

## 書誌情報
- 竹宮恵子『サンルームにて』 朝日ソノラマ 〈サンコミックス〉
  1. 1976年5月20日発行[27]
- 竹宮恵子『竹宮恵子集』 筑摩書房 〈現代まんが全集〉
  1. 1978年7月10日発行[28]